# 松本毅 (技術経営学者)
松本 毅（まつもと たけし）は、日本の技術経営学者。大阪大学大学院工学研究科ビジネスエンジニアリング専攻元招聘教授。元大阪工業大学工学部技術マネジメント学科客員教授。元大阪ガス技術戦略部オープンイノベーション室室長。日本経営工学会関西支部元役員。一般社団法人Japan Innovation Network常任理事。元日本学術振興会未来を創造するイノベーションサイエンスの創成に関する先導的研究開発委員会委員。元文部科学省科学技術・学術審議会総合政策特別委員会および競争力強化に向けた大学知的資産マネジメント作業部会委員。元大阪市イノベーション促進評議会委員長。
専門は、技術経営 (MOT)・経営管理、経営工学・インダストリアルエンジニアリング・技術マーケティング、オープンイノベーション・ナレッジマネジメント・知的財産。

## 略歴
1981年大阪府立大学工学部機械工学科卒業。同年、大阪ガスに入社し、新規技術の研究開発に従事。その後、基盤研究所・研究企画リーダー、技術企画室課長を経て、人事部・担当部長として、2002年日本初のMOT(技術経営)スクール（現：MOTスクール大阪校）を設立し、新規事業の立ち上げを推進。同社グループ会社のアイさぽーと（現：大阪ガスビジネスクリエイト）取締役・MOT事業本部長を経て、2008年大阪ガス技術戦略部担当部長。2010年同部オープンイノベーション室室長。大阪大学大学院工学研究科ビジネスエンジニアリング専攻招聘教授および大阪工業大学工学部技術マネジメント学科（現：情報科学部データサイエンス学科）客員教授を兼任。2016年ナインシグマ・アジアパシフィック(株)バイスプレジデント。2019年同社顧問。2025年現在、一般社団法人Japan Innovation Network常任理事を務める。
その他、文部科学省科学技術・学術審議会総合政策特別委員会および競争力強化に向けた大学知的資産マネジメント作業部会委員を務めるなど、技術経営(MOT)・イノベーション・知的財産の融合を推進している。
主な所属学会は、日本経営工学会、日本オペレーションズ・リサーチ学会、産学連携学会など。

## 主な研究
- 大阪ガスグループが推進するオープンイノベーション 〜戦略的提携で外部技術を活用して技術開発を加速する
- 両利きの経営を実現するイノベーションマネジメントシステム(IMS): ISO56002に則した自社独自のIMS構築の必要性
- OJE法による工学教育: 企業から招聘された連携教員が実践するOJE法(III)(OSプロジェクトマネジメントとPBL-IV)
- オープンイノベーションで成果を出す: その風土や仕組み構築・方針策定と予算計画・獲得に向けて
- オープンイノベーションで切り拓く価値創造: 成功のカギは4段階のValueをつなぐこと